# كارولين ويلش
كارولين ويلش (بالإنجليزية: Carolyn Welch)‏ هي متزلجة فنية أمريكية، ولدت في 1929.